# ماتریس‌های پیش‌رونده ریون

نمای کتابچهٔ آزمون رِیوِن

ماتریس‌های پیش‌روندهٔ رِیوِن (انگلیسی: Raven's Progressive Matrices) که اغلب به عنوان آزمون بهره هوش ریون، ماتریس ریون یا RPM شناخته می‌شود، یک آزمون گروهی غیر کلامیِ هوش است که معمولاً در محیط‌های آموزشی استفاده می‌شود. این آزمون معمولاً یک تست ۶۰ موردی است که در اندازه‌گیری استدلال انتزاعی مورد استفاده قرار می‌گیرد و به عنوان یک تخمین غیر کلامی از هوش در نظر گرفته می‌شود. این آزمون رایج‌ترین آزمون همگانی است که به صورت گروهی از کودکان ۵ ساله گرفته تا افراد مسن انجام می‌شود. این مسئله از ۶۰ سؤال چند گزینه‌ای که به ترتیب از آسان به مشکل فهرست شده، تشکیل گردیده‌است. این فرمت برای اندازه‌گیری توانایی هوش تست دهنده در استدلال طراحی شده‌است. این تست‌ها در ابتدا توسط جان سی.رِیوِن در سال ۱۹۳۶ ایجاد شدند. در هر تست، از سوژه خواسته می‌شود تا عنصر گم‌شده را شناسایی کند که یک الگو را کامل می‌کند. الگوهای زیادی به شکل ماتریس ۶ * ۶، ۴ * ۴، ۳ * ۳، یا ۲ * ۲ نشان‌داده شده‌اند که تست را تشکیل می‌دهند.

## نسخه‌ها ی قابل فهم
ماتریس‌ها در سه نوع مختلف برای شرکت کنندگان مختلف در دسترس هستند:

### ماتریس پیش رونده استاندارد
این فرم اصلی ماتریس‌ها بود که برای اولین بار در سال ۱۹۳۸ منتشر شد. این جزوه شامل پنج مجموعه (A تا E) از ۱۲ عنصر است (به عنوان مثال A1 تا A12)، با مواردی که در مجموعه قرار گرفته‌اند که با پیشروی در سوالات به‌طور فزاینده سخت‌تر می‌شوند که به ظرفیت شناختی هر چه بیشتر برای رمزگشایی و تجزیه و تحلیل اطلاعات نیاز دارد. این آزمون سیاه و سفید است.

### ماتریس پیشرفته رنگی
طراحی شده برای کودکان ۵ تا ۱۱ ساله، افراد مسن، و افراد دچار اختلالات ذهنی و جسمی. این تست حاوی مجموعه A و B از ماتریس‌های استاندارد است، با مجموعه ای از ۱۲ مورد از این دو. اکثر آیتم‌ها بر روی زمینه رنگی ارائه می‌شوند تا شرکت کنندگان را برای تست تحریک کنند. با این حال، چندین مورد آخر در مجموعه B به صورت سیاه و سفید به نمایش در می‌آیند؛ به این ترتیب، اگر یک موضوع از انتظارات تست دهنده فراتر رود، انتقال به مجموعه‌های C, D و E ماتریس‌های استاندارد کاهش می‌یابد.

### ماتریس پیش رونده پیشرفته
فرم پیشرفته ماتریس شامل ۴۸ پرسش است که به صورت دو مجموعه ۱۲ (مجموعه اول) و دیگری ۳۶ (مجموعه دوم) تست است. آزمون دوباره در جوهر سیاه و سفید در پس زمینه سفید ارائه شده‌است، و تبدیل شدن به‌طور فزاینده ای دشوار به عنوان پیشرفت از طریق هر مجموعه ساخته شده‌است. این موارد برای بزرگسالان و نوجوانان دارای هوش بالای بالاتر مناسب است.
علاوه بر این سه تست، چند نوع دیگراز ماتریس‌ها نیز ارائه شده‌است.